# 翟淦

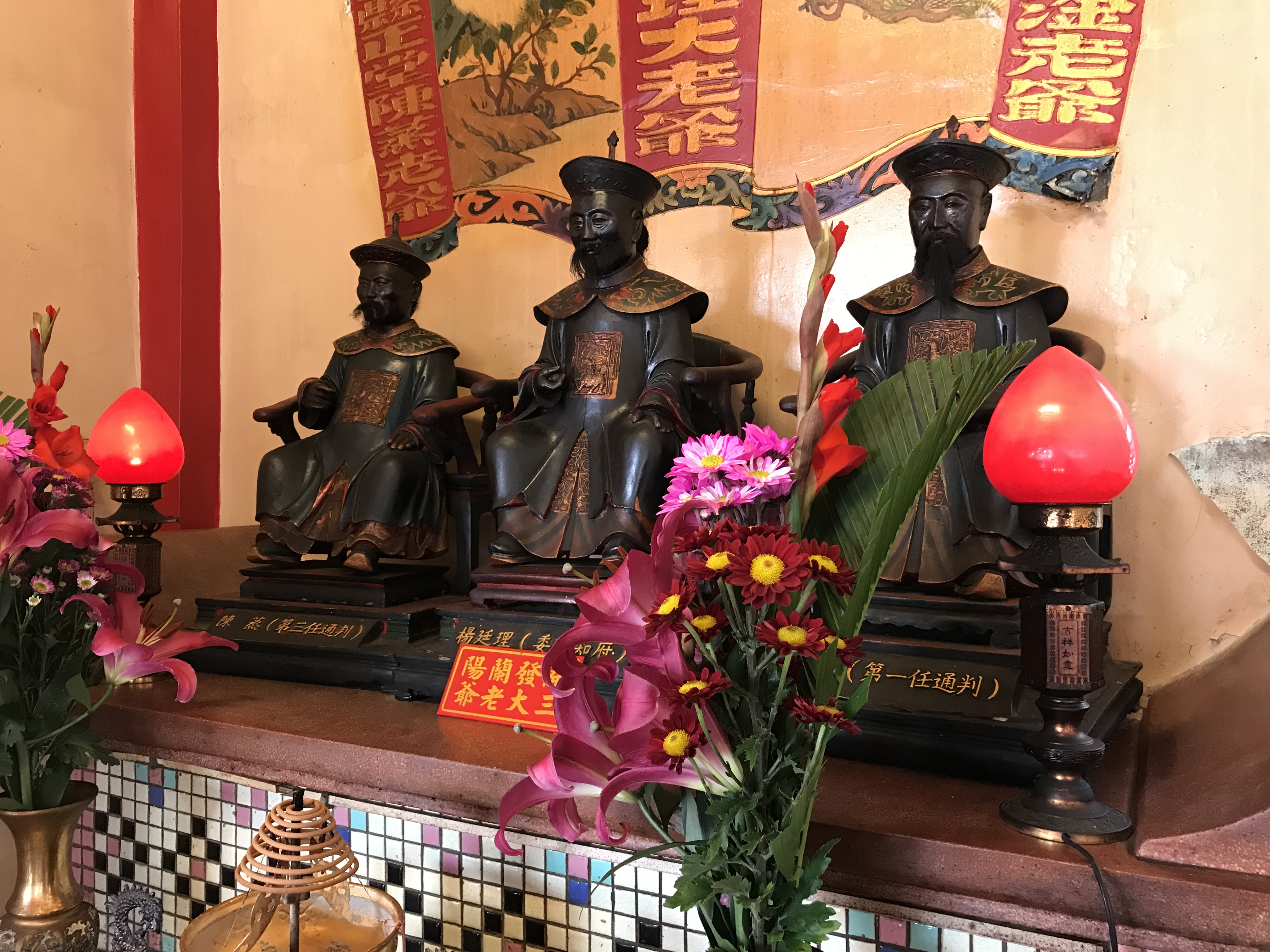
昭應宮三大老神像，右側為翟淦像，上書「借補噶瑪蘭民分府通判翟淦老爺」

翟淦（？—1817年），字榆園，山東淄川人，清朝官員。蔭監生出身。為噶瑪蘭廳首任通判，卒於任內。

## 生平

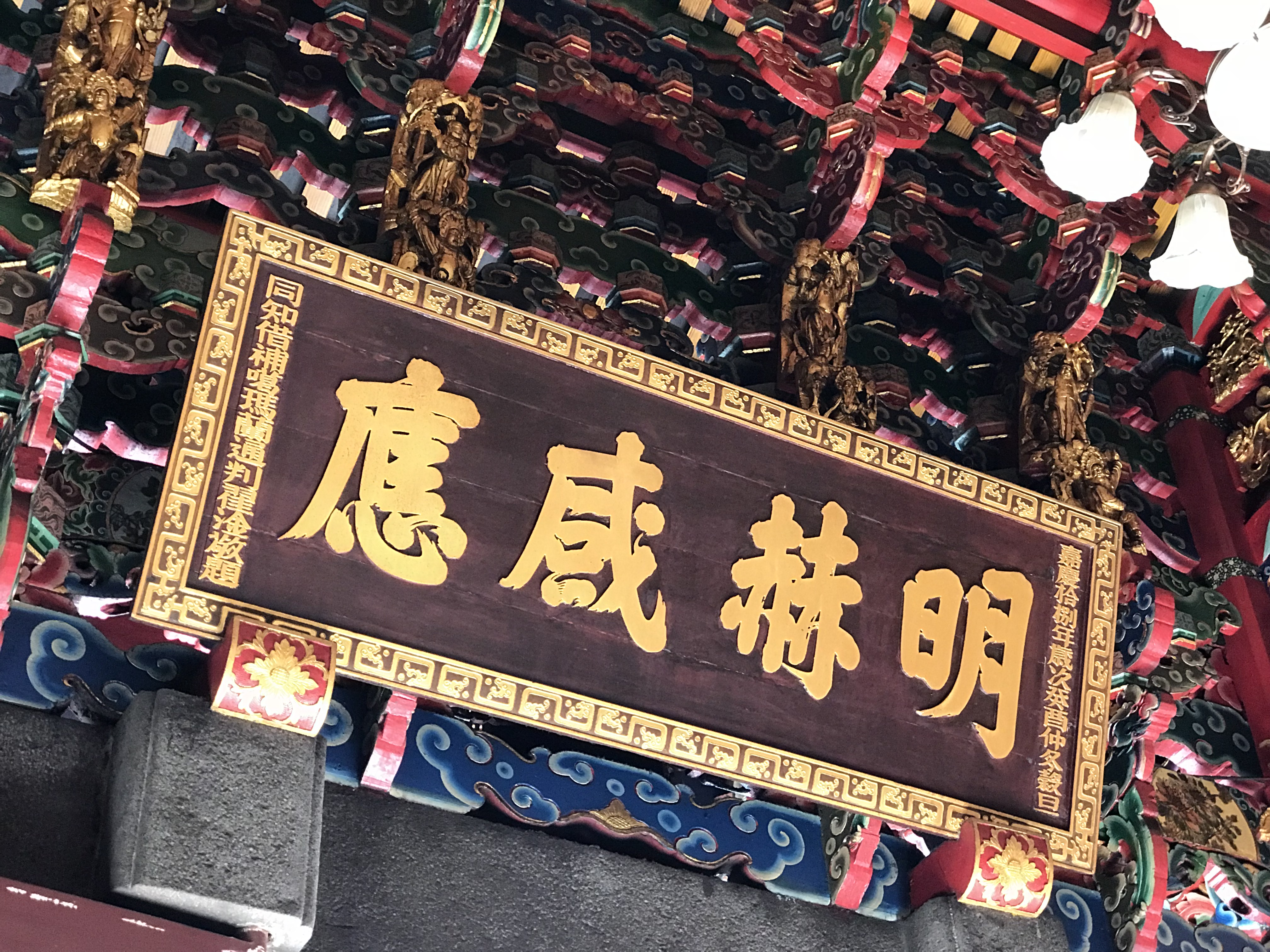
桃園景福宮由時任同知借補噶瑪蘭通判的翟淦所題匾額「明赫感應」

嘉慶十三年（1808年）接替胡應魁，擔任台灣府淡水撫民同知。後曾擔任嘉義縣知縣。嘉慶十七年（1812年）八月借捕為噶瑪蘭廳首任通判，是宜蘭最早的三位通判，被尊稱為「開蘭名宦三大老」。
於通判任內，規劃進行了17項大型工程，包括壝壇、城池、文武衙署、倉庫、兵房、監獄等，依次有序的規劃建設。也親自到各地會勘，劃定漳州、泉州、粵三籍移民及受管轄的番民疆界。在任5年，積勞成疾，於嘉慶二十二年（1817年）夏季，卒於官舍中。
噶瑪蘭廳人感謝其勤政，設奠於楊廷理牌位之右。至今，宜蘭市昭應宮內仍然供奉有楊廷理、翟淦、陳蒸「三大老」的神尊，讓後代子孫感念三人的貢獻。

## 相關條目

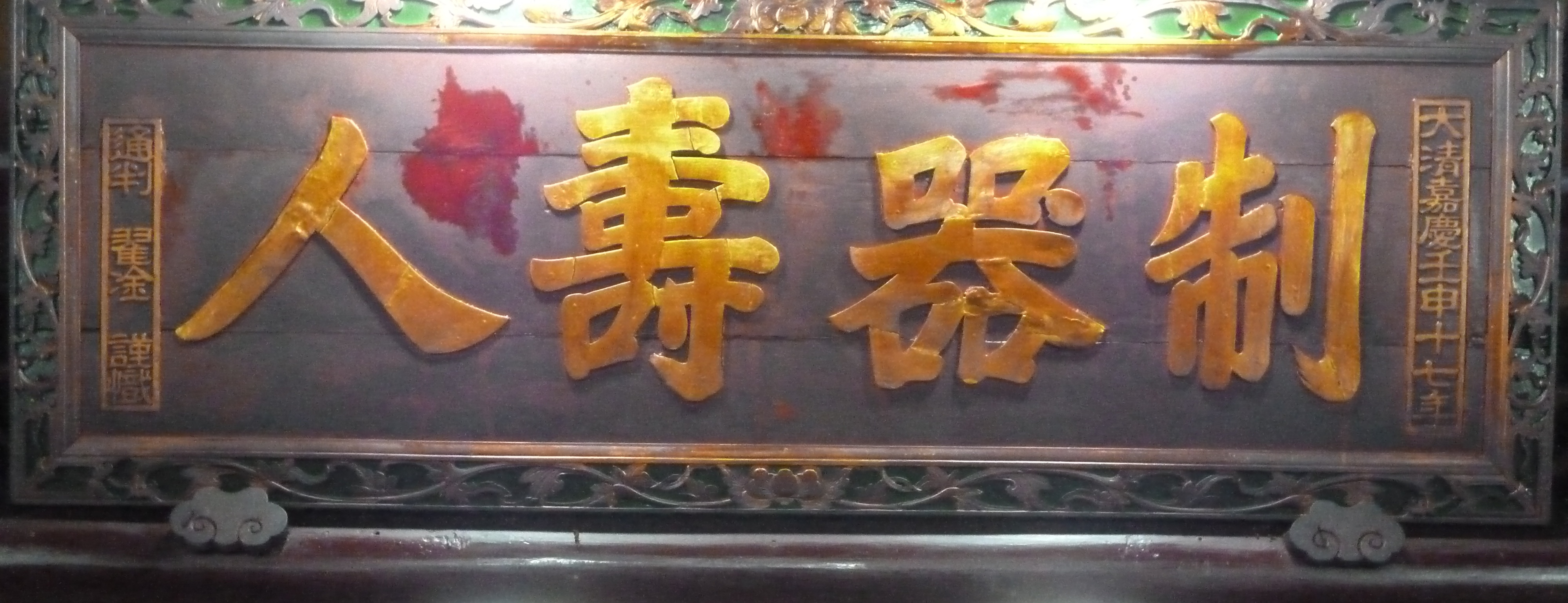
宜蘭五穀廟內由翟淦題贈的「制器壽人」匾額

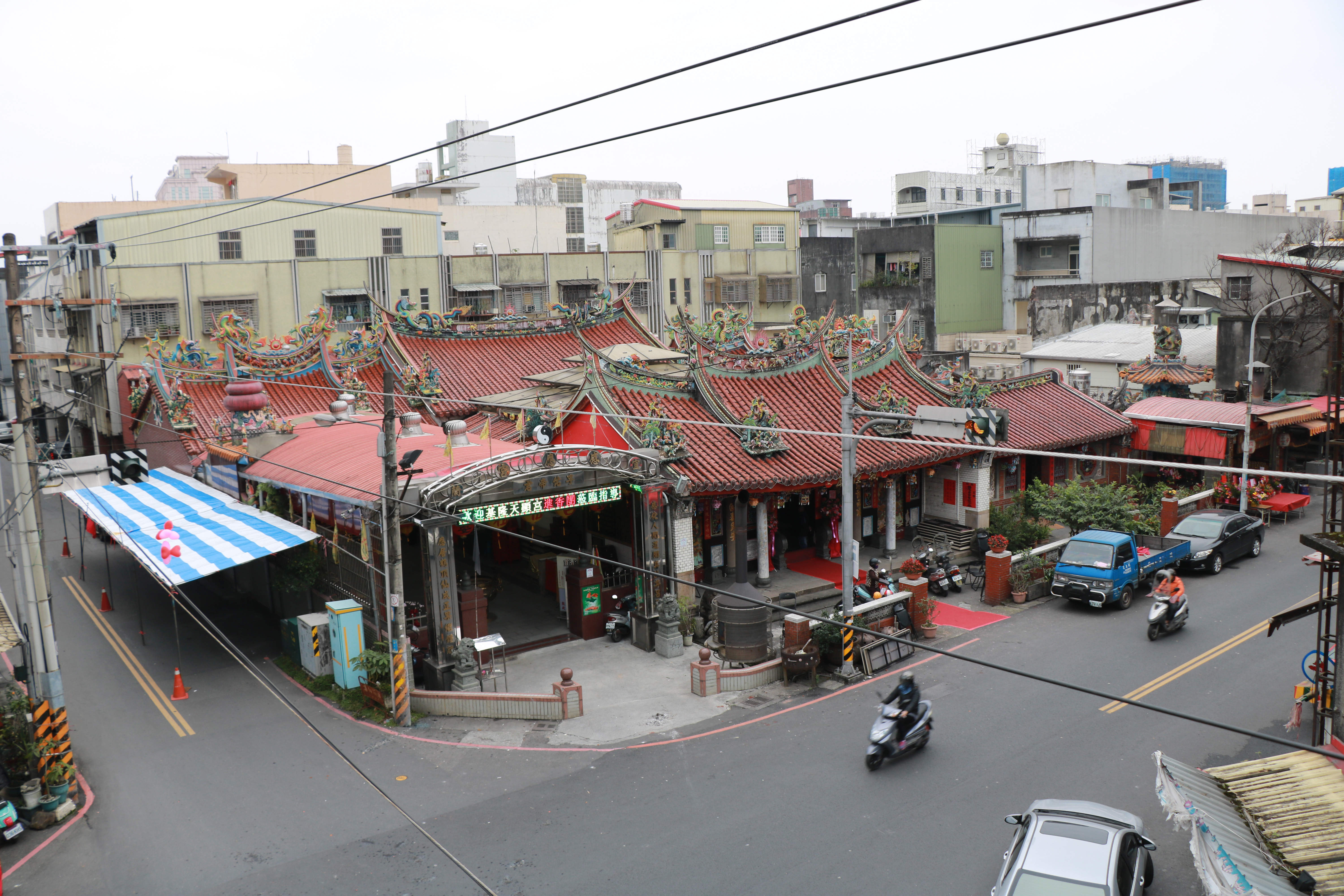
翟淦與地方仕紳、民眾合資興建的「蘭邑都城隍廟」